# Lithophyllon mokai
Lithophyllon mokai là một loài san hô trong họ Fungiidae. Loài này được Hoeksema mô tả khoa học năm 1989.